# الدوري الجنوبي لكرة القدم 1896–97
الدوري الجنوبي لكرة القدم 1896–97 (بالإنجليزية: 1896–97 Southern Football League)‏ هو موسم من الدوري الجنوبي الممتاز. فاز فيه نادي ساوثهامبتون.